# 高橋晄正
高橋 晄正（たかはし こうせい、1918年6月20日 - 2004年11月3日）は、日本の医師。
秋田県仙北郡西木村（現仙北市）生まれ。1936年（昭和11年）旧制秋田県立角舘中學校を卒業し1941年（昭和16年）東京帝國大學医学部を卒業する。その後物療内科に入局し増山元三郎に推計学を紹介される。

## 略歴
- 1943年（昭和18年） 徴用され、増山の「少数例の纏め方と実験計画の立て方」を読む。敗戦後、秋田赤十字病院内科。
- 1948年（昭和23年） 東大物療内科に戻って、ロナルド・フィッシャーの判別関数を用いた診断法を研究する。
- 1954年（昭和29年）東京大学 医学博士。論文の題は「一次元拡散を利用する定量法について : 重層法の基礎公式の再検討」。[1]
- 1959年（昭和34年） 講師となった。
- 1960年（昭和35年） 日本消化器病学会に「判別関数による肝臓病の鑑別診断」を発表し、グロンサン研究会で「使った、治った、効いた」の「3た論法」による薬効判断が行われていることに驚愕し、対照実験を主張した。
- 1961年（昭和36年） 日本消化器病学会で、肝臓薬が外国に無く、日本に有るのは外国では二重盲検で対照実験を行うからであると述べ、薬効検定の重要性を主張した。これにより東大生協がグロンサンの薬効の検討に踏み出した。高橋はアリナミンの調査研究に取りかかった。
- 1966年（昭和41年） 東大五月祭で「保健薬を診断する」コーナーで、アリナミン無効説が主張された。
- 1970年（昭和45年） 高橋は有害を主張し、同年大衆保健薬の許可基準に関する質問を提出し（返答無し）、公開質問状に切り替えて提出し、衆議院決算委で参考人として薬効の無い薬を指摘し、二重盲検による大衆保健薬再評価を求めた。この結果、薬効問題懇談会の設置が決定したが、メンバーに不信感をいだいて、「薬を監視する国民運動の会」を組織し、「薬のひろば」（編集人、平沢正夫）を発行した。
- 1971年（昭和46年） 厚生省にアリナミン販売禁止を求める意見を提出した。

## 著書
漢方医学（鍼、経絡など伝統中国医学全般）を研究し、1966年（昭和41年）『漢方の認識』（NHKブックス）を出版。その後 論文「西洋医学と東洋医学－科学論の立場から－」（『保健の科学』 37(1):4-、1995年（平成7年））や著作『漢方薬Q＆A』（1990年、『漢方薬は危ない』、『漢方薬は効かない』などで伝統中国医学及び漢方薬（副作用）を批判した。
- 『電気治療 その理論と実際』医歯薬出版 1962
- 『新しい医学への道 現代医学の矛盾』紀伊国屋新書 1964
- 『現代医学概論』東京大学出版会 1967
- 『漢方の認識』日本放送出版協会 NHKブックス 1969
- 『社会のなかの医学』東京大学出版会 UP選書 1969
- 『9000万人は何を飲んだか 疑惑の保健薬=0とマイナス』医事薬業新報社 1970
- 『現代医学 医療革命への指針』筑摩書房 筑摩総合大学 1970
- 『アリナミン』三一新書 1971
- 『医者にかかるまえに 医療矛循を考える』亜紀書房 1971
- 『くすり公害』東京大学出版会 UP選書 1971
- 『食品公害のしくみ 合成殺菌料AF-2をめぐって』東京大学出版会 UP選書 1974
- 『医療革命』世界政治経済研究所 1977
- 『無害・有害・薬のひろば 家庭の医学』日本書籍 1978
- 『むし歯の予防とフッ素の安全性』薬を監視する国民運動の会 1982
- 『市民のための科学的な見方考え方』三一新書 1983
- 『漢方・針灸の常識 現代医学からの提言とともに』薬を監視する国民運動の会 医学常識シリーズ 1984
- 『新甘味料アスパルテーム 「パル」の陰謀』薬を監視する国民運動の会 医学常識シリーズ 1984
- 『UHT牛乳の栄養学 低温殺菌乳との比較』薬を監視する国民運動の会 医学常識シリーズ 1985
- 『フッ素の潜在毒性 むし歯予防を正しい方向へ』薬を監視する国民運動の会 医学常識シリーズ 1985
- 『インフルエンザ予防注射再考 予防接種法からの削除の提案 改訂第3版』薬を監視する国民運動の会 医学常識シリーズ 1986
- 『からだが危ない 身辺毒性学』三省堂選書 1986
- 『危険なインフルエンザ予防接種』農山漁村文化協会 健康双書 1987
- 『自然食は安全か』農山漁村文化協会 健康双書 1989
- 『効かない!?漢方薬Q&A』ラジオ技術社 1990
- 『漢方薬は危ない 恐るべき検証結果 薬効、副作用、安全性のウソを問う』経済界 タツの本 1992
- 『漢方薬は効かない 中国二千年のウソを検証する 見逃せないこれだけの副作用』ベストセラーズ ワニの本 1993
- 『薬品食品公害の二十年 「薬のひろば」活動の記録』松籟社 シリーズ市民の活動 1993

### 共著
- 『医学及び生物学研究者のための推計学入門』土肥一郎共著 医学書院 綜合医学新書 1951
- 『医学・生物学のための推計学』鳥居敏雄, 土肥一郎共著 東京大学出版会 1954
- 『保健薬を診断する』佐久間昭,平沢正夫共編 三一新書 1968
- 『計量診断学』編著 東京大学出版会 1969
- 『物理療法の実際』森和共著 南山堂 1970
- 『薬この危険な副作用 あなたは知らない』平沢正夫共著 ベストセラーズ 1972
- 『日本の医療を告発する』日本の医療を告発するすべての人々のつどい編（編集代表）亜紀書房 1972
- 『臨床診断とコンピュータ』宮原英夫共編著 産業図書 コンピュータ・サイエンス・シリーズ 1972
- 『光化学スモッグ』金戸真二,花村君枝共著 三一新書 1973
- 『食品・薬品公害 消費者主権確立への闘いのすすめ』共著 有斐閣選書 1973
- 『どんな薬が安全か 副作用の総点検』平沢正夫共著 ベストセラーズ 1976
- 『OPPレモンは食べられるか-日米レモン戦争降伏の代価』竹内直一、里見宏共著 薬を監視する国民運動の会 医学常識シリーズ　1977
- 『薬の選び方便覧 薬屋まかせは危険』里見けい子,北野蓉子共著 農山漁村文化協会 健康双書 1978
- 『フッ素とむし歯 反フッ素宣言』編著 三一新書 1978
- 『放射線照射食品』里見宏共著 薬を監視する国民運動の会 医学常識シリーズ 1978
- 『放射線照射食品 照射ジャガイモを中心に』里見宏共著 薬を監視する国民運動の会 医学常識シリーズ 1978
- 『裁かれる現代医療 スモン・隠れた加害者たち』水間典昭共著 筑摩書房 ちくまぶっくす 1981

### 翻訳
- D.メイランド『医学における統計的推理』柏木力共訳 東京大学出版会 1962
- E.E.メイスン、W.G.バルグレン『医学における電子計算機の応用』堂前章、宮原英夫共訳 東京大学出版会 1966
- P.ユアール、M.ウォン『中国の医学』原桃介、宮原英夫、鈴木修二、黒須幸男共訳 平凡社 世界大学選書 1972
- エドワード・C.ランバート『現代医学の犯した過ち』白揚社 1982